# Faustin Jeanjean
Faustin Paul Irénée Jeanjean (* 5. Dezember 1900 in Pouzols-Minervois, Département Aude; † 19. April 1979 in Pouzols-Minervois) war ein französischer Musiker (Trompete, auch Kornett) und Orchesterleiter im Bereich des Swing und der Unterhaltungsmusik, der sich auch als Komponist von Filmmusik und klassischer Musik betätigte.

## Leben und Wirken
Jeanjean stammte aus einer Musikerfamilie; auch sein Vater Paul (1874–1928) und sein Bruder Maurice (1897–1968) waren Musiker und Komponisten. Er besuchte das Konservatorium, wo er 1920 den ersten Preis in der Kategorie Kornett erhielt. In den frühen 1920er Jahren spielte er dann im Club Daunou Jazzmusik, bald darauf in einer Formation, zu der Léo Vauchant, Roger Fisbach und Henri Colo-Bonnet gehörten und im Cabaret Chateau et Caveau Caucasiens auftrat. 1925 stieß der Posaunist Guy Paquinet zur Band, sie sich fortan Mélody Six nannte. 1925 spielte Jeanjean außerdem im Club Chateau de Madrid im Orchestre Sazy.
Jeanjean spielte um 1926/27 im Luna Park bei Paul Gason et son Versatile Orchestra, bevor er Mitglied des Orchesters von Lud Gluskin wurde, an dessen Aufnahmen für Pathé und Perfect, 1929/30 in Berlin für Homokord er mitwirkte. Nach seiner Rückkehr nach Paris arbeitete er in den frühen 1930er Jahren u. a. im Orchester von Léon Kartun, in dem 1934 auch Musiker wie Stéphane Grappelli, Gaston Lapeyronnie und Michel Warlop spielten. Im selben Jahr gehörte er auch dem Orchester Le Jazz du Poste Parisien an, in dem neben Grappelli und Warlop auch Django Reinhardt, Alex Renard, Guy Paquinet, Roger Fisbach, Serge Glykson, Alix Combelle und Roger Grasset spielten; 1938 arbeitete er noch bei Jacques Hélian. Im Bereich des Jazz war er zwischen 1926 und 1938 an 59 Aufnahmesessions beteiligt.
In den folgenden Jahren verlagerte Jeanjean seine musikalischen Aktivitäten auf das Komponieren für Spielfilme; so schrieb er Musik für Filme von Jean Kemm/Jean-Louis Bouquet (La loupiote 1937, La pocharde 1937), Léopold Simons (Le fraudeur, 1937), Walter Kapps (Mahlia la métisse, 1943) und Julien Duvivier (Der Fall Maurizius, 1954); ferner für den Dokumentarfilm La Symphonie française du travail (1937) von René Clément.
Außerdem komponierte er (z. T. mit Maurice Jeanjean) u. a. Lieder (The Melody of My Heart), Kammermusik (Guisganderie für Klarinette und Piano), Werke für Orchester (Balançoirs), für Streicher wie Danse de violons und Fiddlin’ for Fun (Les violons s’amusent), Bläserensembles und Flöten-Quartett (Ski-Symphonie pour quatre flûtes). Am bekanntesten ist wohl das Quatuor pour saxophones der Brüder Jeanjean; die für die Militärkapelle „Quatour de la garde Republicaine“ geschriebene Komposition (1949 von Faustin Jeanjean beendet) hat sich einen festen Platz im Repertoire von Saxophon-Quartetten etabliert. Unter dem gemeinsamen Pseudonym Marvin Hatley schrieb er mit Georges Tzipine Musik für die Filmkomödie Laurel und Hardy: In Oxford (1940).
Um 1946/47 begleitete er mit seinem Orchester Sänger wie Patrice & Mario (Une Hirondelle / Luna Lunera, Odeon 282.279), Armand Mestral (Jalousie), Roberte Marna (Non! Mon amour, 1946; Pathé 2387) und Bourvil (Quand même;). In den 1940er und 1950er Jahren legte er auch (teils als „Jean Faustin“) eine Reihe von Schallplatten mit Easy-Listening- und Tanzmusik mit eigenem Studioorchester (Faustin Jeanjean et Son Grand Orchestre de Danse) vor, für das er auch komponierte. Mit Maurice André nahm er Mitte der 1950er Jahre zwei EPs für Odeon auf, u. a. mit Versionen des Hummelflugs von Rimski-Korsakow, der Gershwin-Titel Ein Amerikaner in Paris und Summertime sowie der Jazzstandards Caravan und Autumn Leaves.

## Partituren (Auswahl)
- Quatuor pour saxophones: pour 4 saxophones. (SATB) partition et parties. Editions Salabert, Paris, ISMN 979-0-048-00342-2 (Suche im WorldCat).
- Ski-symphonie: pour 4 flûtes partition et 4 parties. Gérard Billaudot, Paris, ISMN 979-0-043-04756-8 (Suche im WorldCat).